# Emmaljunga
Emmaljunga är en tätort i Hässleholms kommun i Skåne län, belägen vid länsväg 117 mellan Markaryd i norr och Vittsjö i söder, 30 kilometer från centralorten Hässleholm och knappt 10 kilometer från Markaryd.
I Emmaljunga finns Sveriges enda trollreservat.

## Historia
Emmaljunga, i Vittsjö socken i Kristianstads län, grundlades som en järnvägsstation längs privatbanan Vittsjö-Markaryds Järnväg (WMaJ), som öppnades 1892 och som 1897 blev Hässleholms-Markaryds Järnväg.

### Befolkningsutveckling
| Befolkningsutvecklingen i Emmaljunga 1960–2020 | Befolkningsutvecklingen i Emmaljunga 1960–2020 | Befolkningsutvecklingen i Emmaljunga 1960–2020 | Befolkningsutvecklingen i Emmaljunga 1960–2020 | Befolkningsutvecklingen i Emmaljunga 1960–2020 |
| ---------------------------------------------- | ---------------------------------------------- | ---------------------------------------------- | ---------------------------------------------- | ---------------------------------------------- |
|                                                |                                                |                                                |                                                |                                                |
| År                                             |                                                |                                                | Folkmängd                                      | Areal (ha)                                     |
| 1960                                           | 1960                                           |                                                | 377                                            |                                                |
| 1965                                           | 1965                                           |                                                | 371                                            |                                                |
| 1970                                           | 1970                                           |                                                | 334                                            |                                                |
| 1975                                           | 1975                                           |                                                | 336                                            |                                                |
| 1980                                           | 1980                                           |                                                | 338                                            |                                                |
| 1990                                           | 1990                                           |                                                | 332                                            | 82                                             |
| 1995                                           | 1995                                           |                                                | 333                                            | 82                                             |
| 2000                                           | 2000                                           |                                                | 292                                            | 84                                             |
| 2005                                           | 2005                                           |                                                | 291                                            | 84                                             |
| 2010                                           | 2010                                           |                                                | 262                                            | 87                                             |
| 2015                                           | 2015                                           |                                                | 268                                            | 92                                             |
| 2020                                           | 2020                                           |                                                | 313                                            | 92                                             |
|                                                |                                                |                                                |                                                |                                                |

## Näringsliv
Emmaljunga Barnvagnsfabrik AB grundades 1925 och är Europas äldsta kvarvarande barnvagnstillverkare. Företaget tillverkar barnvagnar i Sverige som sedan säljs i många länder.

## Idrott
Emmaljunga har en innebandyklubb.